# Carlo Gandini (bobbista)
Carlo Gandini detto Carlin (Cortina d'Ampezzo, 14 giugno 1939) è un ex bobbista e alpinista italiano, atleta ampezzano attivo negli anni sessanta.

## Carriera agonistica

### Nazionale
Nel 1966 entra a far parte della nazionale italiana di bob e partecipa ai campionati mondiali di bob che si svolgevano a Cortina d'Ampezzo, nel suo tracciato di casa dove segnerà il record di tempo della pista: 1'13"76. In quell'occasione il mondiale fu sospeso per l'uscita di pista del bob Germania II, in cui perse la vita il bobbista Toni Pensperger, membro dell'equipaggio tedesco.

### Campionati Italiani
Atleta del Bob Club Cortina nel 1966 con l'amico e pilota Leopoldo Gaspari vince una medaglia di bronzo nel bob a due nel campionato italiano e diventa campione italiano di bob a quattro.

### Fine della carriera
Nel 1967 durante una discesa nel bob a due sulla pista di Cervinia sempre come frenatore di Leopoldo Gaspari la slitta esce dal tracciato, e nell'incidente Leopoldo perde la vita. Questo avvenimento segnerà il ritiro di Gandini dalle competizioni.

## Fondo e Alpinismo
Oltre che atleta di bob, Carlo era anche maestro di sci di fondo, ed era un alpinista del gruppo degli Scoiattoli di Cortina. Tra le sue imprese alpinistiche si ricorda l'apertura della "Via Paolo VI" sul Pilastro della Tofana di Rozes. La via aperta è di 6° superiore di difficoltà e fu aperta da Gandini insieme agli alpinisti Lorenzo Lorenzi, Bruno Menardi, Albino Michielli e Arturo Zardini tra il 17 e il 22 giugno 1963. L'11 giugno 1971 insieme agli alpinisti Luciano Da Pozzo e Giusto Zardini apre una nuova via di 6° di difficoltà sullo spigolo sud della Cima Fanis, denominata poi via Leopoldo in memoria di Leopoldo Gaspari.
Nuove vie
- 17-22 giugno 1963: via Paolo VI, Pilastro della Tofana di Rozes, 6°sup.
- 11 giugno 1971: via Leopoldo, Cima Fanis, 6°.